# Tecnología inmersiva

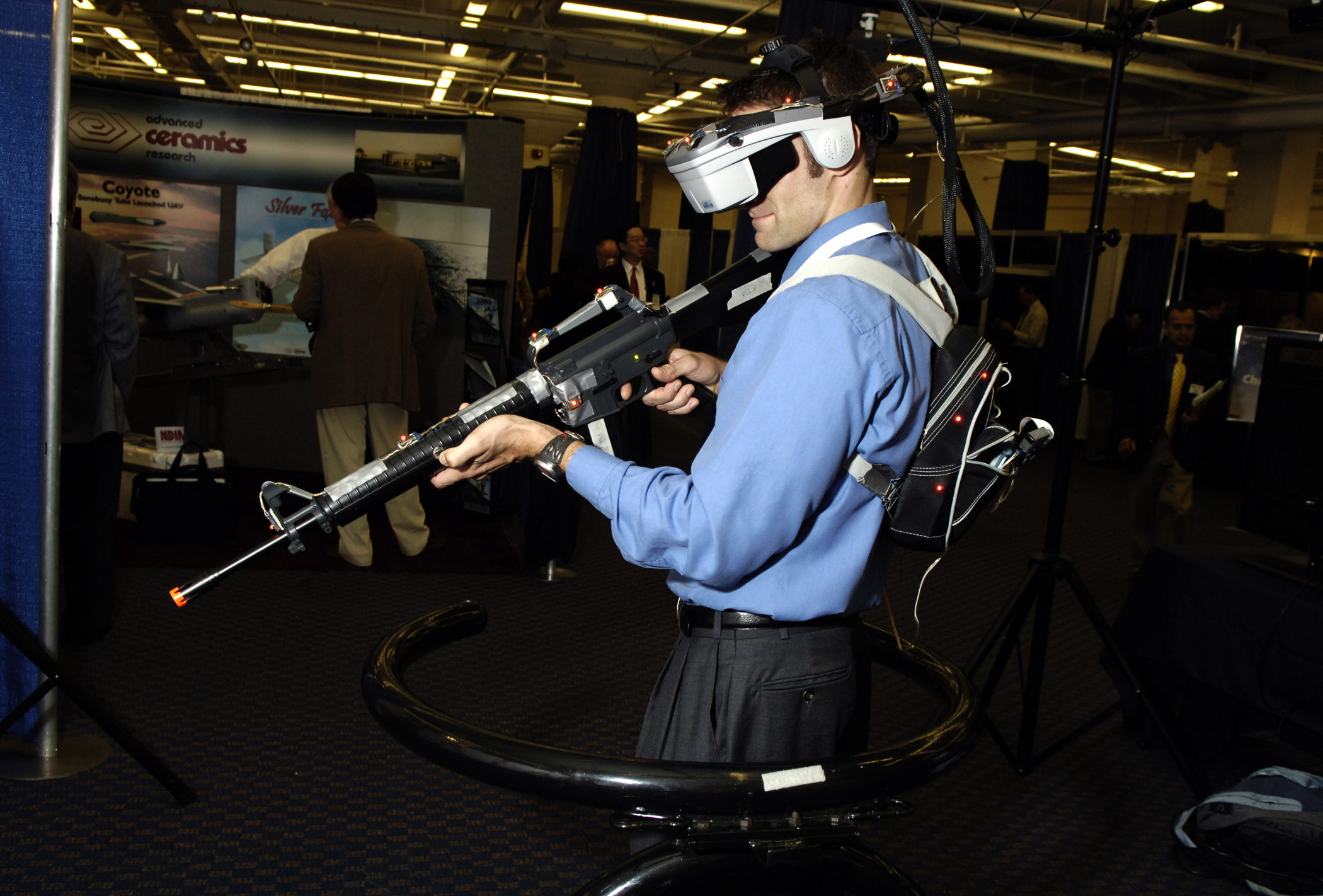
Psicólogo de búsqueda del ingeniero del Laboratorio de Búsqueda Naval (NRL) demuestra la Infantry Immersive Trainer (IIT), uno de varios proyectos de Entorno de Formación Virtuales (VIRTE)

La tecnología inmersiva hace referencia a la tecnología que intenta imitar una experiencia real a través de una réplica digital o simulada. Esta busca ser cada vez más realista, es decir, que sea más difícil diferenciar lo virtual de lo real. En este sentido la realidad mixta; también denominada como «computación inmersiva», combina la tecnología de la realidad virtual y la realidad aumentada para que la interfaz de usuario sea lo más parecido a una interacción con el mundo real .
Es aquella que permite al usuario sumergirse en una realidad virtual de manera total, es decir, transmite sensación de realidad a través de los diferentes sentidos. Las tecnologías inmersivas se basan en dos pilares; uno que es la interfaz gráfica, la que nos ofrece la facilidad de sentir un entorno de simulación presencial y la segunda es la interacción con el contenido, el cual nos permite crear experiencias a partir de los relatos utilizando las tecnologías.

## Características
El entorno de la tecnología inmersiva presenta diferentes características como fruto de un progreso del continuo avance del hardware, lo cual permite que dichas tecnologías se vuelvan accesibles. Concretamente, se presentan dos características principales en la tecnología inmersiva, como son la unión de diferentes tecnologías y la adaptación y modificación sensorial. 

#### Combinación de tecnologías
La tecnología inmersiva modifica nuestra percepción sensorial y nos permite vivir experiencias capaces de trascender las barreras del espacio y el tiempo. Para conseguirlo, se combinan distintas tecnologías: principalmente la realidad virtual y la realidad aumentada, aunque también existen otras, como la interfaz cerebro-computadora. Elementos característicos de la tecnología inmersiva, son la inclusión de imágenes y signos lingüísticos que simulan la realidad física o, incluso, permiten interactuar con ella. Es por tanto, una realidad mixta.
Las tecnologías que rodean nuestra sociedad abarcan experiencias constantes bajo una percepción sensorial como fruto de la combinación de la realidad virtual y realidad aumentada, entre otras tecnologías inmersivas. Las dos tecnologías anteriormente citadas son las más comunes y utilizadas. Por otro lado, la unión tecnológica se ve referenciada en la inclusión de imágenes y signos lingüísticos los cuales crean una realidad alternativa, a la par que real.

### Adaptación sensorial
A consecuencia de la propia inmersión de este tipo de tecnologías, la profundidad de las vivencias desarrolladas se nutre de las emociones y sentimientos que desembocan de una estimulación consciente de sentidos como el oído o la vista, incluso el tacto. Por consiguiente, existe una adaptación sensorial de las condiciones reales hacia la creación de un entorno de realidad mixta .

#### Modificación sensorial
La tecnología inmersiva es una tecnología multidisciplinar que busca la estimulación de distintos sentidos: principalmente la vista y el oído, y también se usan accesorios con técnicas psicomotrices. Para una inmersión total, otras líneas de investigación incluyen todos los sentidos: el tacto, el gusto y el olfato, lo cual, a nivel psicocognitivo, aumenta la interiorización de lo vivido fusionándose con nuestra percepción natural de la realidad y ampliándose esta.

### Simulación de la realidad
A diferencia de la realidad virtual o realidad aumentada, donde se mantiene un vínculo con el mundo real, con la tecnología inmersiva los usuarios están completamente aislados del entorno físico. Estos tienen la posibilidad de explorar espacios digitales en 3D e interactuar con contenido creado por ordenador.

## Expectativas sensoriales
- Vista: ajustar una imagen digital a la postura corporal y la orientación de la cabeza. La inmersión visual completa supone que los consumidores tienen la posibilidad de ver una imagen distinto y idónea dependiendo de dónde miran, dónde se quedan y hacia dónde se mueven dentro del ámbito creado por la tecnología. En otros términos, la percepción perfecta es imposible sin una vista de 360 grados.[8]

- Oído: los efectos auditivos, transmitidos por medio de los auriculares HMD, mejoran el contenido visual en 3D, lo cual asegura una percepción digital del ámbito más realista. Ajustado a un espacio artificial y lo que pasa en él, el sonido de alta calidad remueve la conexión del usuario con el entorno. Combinado con las imágenes, este sonido ajustado da como consecuencia la exclusión del mundo real proporcionando una inmersión total en el digital.[8]

- Tacto: la retroalimentación háptica permite a los usuarios interactuar correctamente con objetos 3D dentro de entornos virtuales. Se puede proporcionar retroalimentación háptica de varias formas como pueden ser la vibración, el ultrasonido, la retroalimentación térmica o la electroestimulación.[9]

- Gusto: los científicos de la Universidad Nacional de Singapur están desarrollando un dispositivo formado principalmente  por un chip que posibilita probar sabores a distancia, estimulando los receptores gustativos por medio de impulsos eléctricos.[10]

## Componentes
Un entorno totalmente inmersivo y perceptivamente real constará de múltiples componentes. 

### Lenguaje VRML
El VRML (Lenguaje de Modelaje en Realidad Virtual) es el lenguaje usado para describir los mundos virtuales en Internet. Se puede navegar a través de él. Es equivalente al lenguaje HTML que se usa para desarrollar páginas web.

### Percepción
Normalmente se recrean espacios tridimensionales (3D), reales o imaginarios donde el usuario interactúa en ese medio. Estos ambientes estimulan los sentidos del usuario ofreciendo una sensación de estar dentro de ese lugar recreado. Se puede ambientar con diferente temática, como la educación favoreciendo así el desarrollo de comunidades de aprendizaje colaborativo.

### Interacción
Estas tecnologías proporcionan la capacidad de interactuar y comunicarse con el entorno virtual. 
- Reconocimiento de gestos

Una aplicación que utiliza el reconocimiento de gestos para que se pueda llevar a cabo es la realidad mixta (MR) es está formada por la unión entre la realidad virtual y la realidad aumentada. Permite interactuar a tiempo real con objetos virtuales pero que son cotidianos del mundo real, estos objetos virtuales tienen la capacidad de responden y reaccionan a esos gestos como si fueran objetos del mundo real.
Para que sea posible el reconocimiento de estos gestos por los objetos virtuales es necesario unos controladores de movimiento o auriculares MR, algunos de ellos necesitan bastante potencia, pero con los avances que hay en la conectividad, la potencia de procesamiento o la ergonomía cada vez es más fácil su integración para que este tipo de experiencias sean cada vez más sencillas de llevar a cabo.
- Interfaz cerebro-computadora
- Reconocimiento del habla
- Caminadora omnidireccional: Plataforma compuesta por múltiples sensores para captar los desplazamientos de los usuarios en 360° y transferirlos a la realidad virtual.[14] La plataforma permite a los usuarios andar, correr, saltar y agacharse en todas las direcciones sin moverse del sitio donde se encuentran. Su diseño circular y cóncavo permite al pie deslizarse y volver al centro de la caminadora cada vez que el usuario da un paso. Para ello, se tienen que emplear unas zapatillas especiales con suela deslizante. Como elemento de seguridad, posee uno o varios brazos articulados para sujetar un chaleco o arnés y que el usuario no sufra ningún tipo de accidente al realizar la inmersión en la realidad virtual.[15]

### Software
El software interactúa con la tecnología de hardware para generar el entorno virtual y procesar la entrada del usuario para proporcionar una respuesta dinámica en tiempo real. Para lograr esto, el software a menudo integra componentes de inteligencia artificial y mundos virtuales.

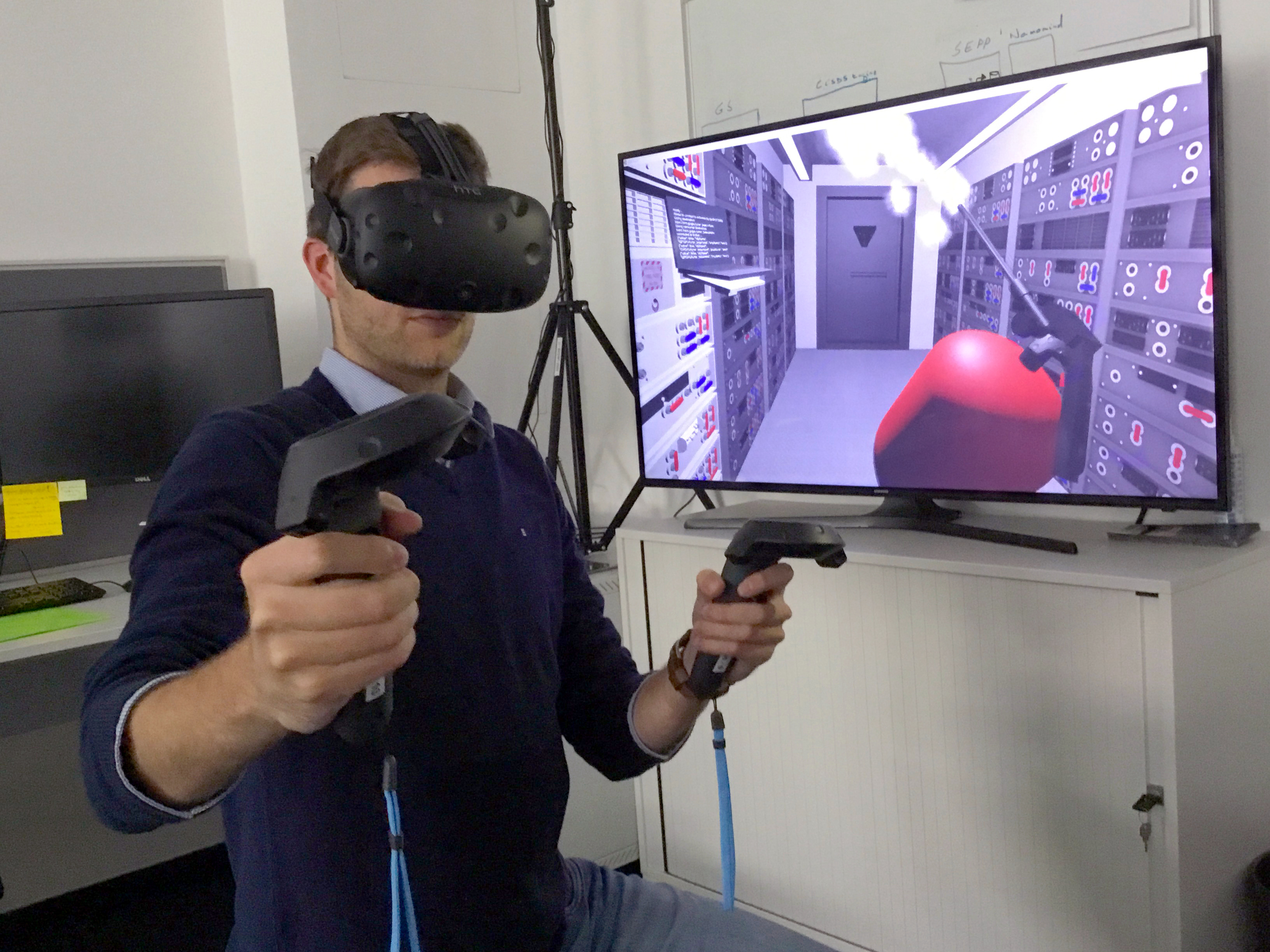
Un equipo de investigadores del centro de control de misiones de la ESA en Darmstadt, Alemania, está investigando nuevos conceptos para controlar rovers en un planeta y satélites en órbita.

## Investigación y desarrollo
Las líneas de investigación  que predominan en relación con la RA y la RV se han orientado a la aplicación de estas en los dispositivos digitales cotidianos para acercarlos al público general. No obstante, existen otros muchos campos en los que se están abriendo camino y están resultando de utilidad y por ello está resurgiendo la inversión en estos. Cabe destacar la investigación en el campo científico, el estudio del terreno, el turismo y la educación.
En el campo de la ciencia son muchas las universidades que tienen programas que investigan y desarrollan tecnología inmersiva. Algunos ejemplos son el Laboratorio Virtual de Interacción Humana de Stanford, el Laboratorio de Gráficos de Computadoras e Tecnologías de Inmersión de la USC. Estas contribuyen a la capacitación profesional especializada en entornos en los que el coste de estas prácticas in situ son demasiado elevadas o bien la viabilidad de estas debido al equipamiento o el factor humano intrínseco es baja. Un ejemplo muy gráfico en esto es el empleo del simulador virtual para ejercitar destrezas en el empleo de robots que intervienen en cirugías por lamparoscopia.
En cuanto al estudio del terreno, las líneas de investigación se han orientado a favorecer el trabajo de campo a través de la unificación de los mapas de altura y las librerías de imágenes OpenGL. Esta combinación está permitiendo la visualización de superficie en 3D sin necesidad de desplazarse al entorno en cuestión.
En relación con la investigación en entornos de educación esta está enfocándose hacia una mejora de la interacción ente los usuarios y el propio entorno virtual. De hecho, cada vez son más las universidades que destacan por invertir en el desarrollo de estas tecnologías como es el Centro de Aplicaciones de Realidad Virtual del Estado de Iowa.
De hecho, es el gobierno de los EE. UU. quien financia muchos de estos proyectos específicos.
Muchas universidades tienen programas que investigan y desarrollan tecnología inmersiva. Algunos ejemplos son:
- El Laboratorio Virtual de Interacción Humana de Stanford.[20]
- El Laboratorio de Gráficos de Computadoras e Tecnologías de Inmersión de la USC.[21]
- El Centro de Aplicaciones de Realidad Virtual del Estado de Iowa.[22]
- Entornos Virtuales Inteligentes de la Universidad de Teesside.
- El Immersive Storylab de la Universidad de Liverpool John Moores.[23]

Por otro lado, gobiernos como el de los EE. UU. solicitan información para el desarrollo de tecnología inmersiva. y financia proyectos específicos.

## Aplicaciones
Utilizada en sus principios por sectores muy concretos, se han ido extendiendo con el paso del tiempo. Tiene varias aplicaciones en distintas áreas, incluida la industria para adultos, arte, entretenimiento y videojuegos y narración interactiva, militar, educación, y medicina. A medida que se vuelva más común, es probable que se extienda a muchas otras industrias. Mediante su uso se pueden diseñar herramientas con aplicaciones en varios campos como:
- La cultura, el ocio y los videojuegos,[25] incluida la industria para adultos,[26] el arte,[27] el entretenimiento y la narración interactiva. Dentro de este ámbito cultural, ha supuesto también una evolución en la cultura museística, en la reconstrucción del patrimonio y en el acceso a experiencias virtuales.[28] También puede ser usado para realizar interacción y animación en 3D.
- La medicina.[29] Los ámbitos de aplicación de la tecnología inmersiva abarcan diferentes áreas, como es el caso de la psicoterapia ocupacional, haciendo posible su aplicación, encontrando recreaciones virtuales que tratan diferentes problemáticas asociadas; también en tratamientos de rehabilitación, o en tecnologías de apoyo ofreciendo soluciones de autonomía y calidad de vida a las personas mayores.[30] Por otro lado, está siendo de gran ayuda para el diagnóstico y como representación visual durante intervenciones quirúrgicas.[31]
- La ciencia,[32] y la tecnología industrial. La utilización de tecnologías inmersivas en el diseño industrial permite, entre otras cosas, realizar un diseño virtual del producto sin necesidad de tener que construir un prototipo, lo que permite ahorrar en tiempo, dinero, trabajo y gastos de materiales.
- La educación,[33][34] y la capacitación. Esta tecnología abre la puerta a nuevas posibilidades educativas y a un aprendizaje experiencial y aprendizaje significativo.[35] La educación también incorpora esta tecnología a través de aulas virtuales, inmersión con videos de 360° o prácticas de realidad aumentada, entre otras.[36] Así mismo, este tipo de tecnología es de gran utilidad en las capacitaciones que las fábricas, por ejemplo, ofrecen a sus trabajadores y trabajadoras ya que les pueden adiestrar en el manejo de una máquina de manera virtual o, incluso, en el montaje y desmontaje de una máquina viendo como se ensamblan o se separan cada una de las piezas.[37] En el ámbito de la educación, el uso de las tecnologías inmersivas es una de las principales tendencias, dado que se ha comprobado como ayudan a mejorar el proceso de enseñanza-aprendizaje aumentando la motivación del alumnado. Algunas de las tecnologías que destacan en este sector pueden ser, por ejemplo, los contenidos 360, la realidad virtual (RV), la realidad aumentada y la realidad mixta.[38] De todas ellas, la Realidad aumentada (RA) es la que mayor repercusión tiene en la actualidad, ya que permite la visualización e inspección de objetos 3D, lo que da lugar a un incremento del nivel de atención del alumnado y a una comprensión de los contenidos más rápida en comparación con los libros de texto.[39] Sin embargo, este tipo de tecnologías presentan limitaciones como la gran inversión que es necesaria, la posible dependencia tecnológica y la necesidad de contar con docentes constantemente actualizados.[40] En este ámbito de aplicación, destaca el proyecto Aumentame EDU, de realidad extendida en educación y formación, que pretende aportar y apoyar el proceso de integración de estas tecnologías en la educación, a través de la formación de docentes y la investigación, celebrando una reunión anual de expertos.[41]

- Marketing. En empresas dedicadas al sector del turismo, por ejemplo, una de las posibilidades es la creación de mundos virtuales de una determinada zona geográfica, para que los turistas conozcan previamente el lugar que van a visitar.[42] Este tipo de tecnología le otorga al potencial cliente un papel activo gracias al cual puede interactuar con el producto que se le ofrece, como si fuera real.
- El militar. La tecnología inmersiva ha pasado también a formar parte del entrenamiento de los ejércitos: los militares estadounidenses, por ejemplo, ya la utilizan en simuladores de vuelo, de escenarios de combate, de entrenamiento médico, etc. Una de las grandes ventajas es que los militares pueden entrenarse en cualquier acción de riesgo o en el manejo de cualquier arma sin estar realmente en peligro, mitigando así los accidentes y los costes que pudiera haber si fuera real.[43]
- Las tecnologías inmersivas están abriendo nuevos campos de investigación en torno a las nuevas ciudades del futuro. Uno de ellos es aplicarlas en la mejora de la circulación de las ciudades. Gracias a estas tecnologías, se está estudiando realizar señalética vial virtual, como pasos de cebra o peatonales, flechas, líneas divisorias de carriles, carteles, nombres de zonas, que normalmente tienen su origen pintadas, metálicas u otro tipo de material.[44]

## Preocupaciones y ética
Si bien la tecnología inmersiva presenta numerosos beneficios, también genera preocupaciones debido a los efectos secundarios, desde el punto de vista ético, que podrían afectar a los usuarios.
Los sistemas legales debaten sobre temas de delitos virtuales y si es ético permitir comportamientos ilegales como la violación en un entorno simulado.
Principales problemas éticos:
- Uso incorrecto de datos personales: se aumenta la cantidad de información disponible de los usuarios en la red. Ya no solo es posible acceder a información sensible como datos bancarios, direcciones personales o informes de compras realizadas, sino que se exhiben opiniones, sentimientos o comportamientos, exponiendo al usuario a posibles extorsiones cibernéticas, robos de información o suplantación de identidad.
- Falsas experiencias: usuario incapaces de distinguir la realidad de la ficción, afectando el comportamiento y juicio de las personas.
- Adicción a las tecnologías y comportamientos antisociales: el excesivo tiempo dedicado a las tecnologías inmersivas podría afectar la salud mental de los usuarios, lo que a su vez podría devenir en comportamientos delictuales como ciberacoso y otros delitos informáticos, gracias al anonimato que permiten estas tecnologías.
- Aislamiento social: puede generar dependencia y aumentar el aislamiento y desconexión de grupos sociales reales.

El principal peligro de la tecnología inmersiva se ha visto representado en las películas de ciencia ficción. En películas como eXistenZ, The Matrix y el cortometraje 'Play' de David Kaplan y Eric Zimmerman, plantean preguntas sobre lo que puede llegar a pasar en el mundo si no somos capaces de distinguir entre el mundo físico y el mundo digital.